# Strada maestra M-10 (Montenegro)
La strada maestra M-10 (in montenegrino Magistralni put M-10), precedentemente conosciuta come strada maestra M-2.3, è una delle strade maestre del Montenegro.

## Storia
Il tracciato compreso tra Budua e Cettigne fu realizzato nel periodo tra le due guerre. Il resto del percorso fu costruito nel secondo dopoguerra e la strada fu ufficialmente aperta nel 1978.